# Route nationale 573
Pour les articles homonymes, voir Route nationale 573 (homonymie).
La route nationale 573, ou RN 573, est une ancienne route nationale française reliant Avignon à Mirabeau.

## Histoire
La route nationale 573 a été créée en 1933, définie comme la « route d'Avignon à Manosque par Pertuis ». À la suite de la réforme de 1972, elle a été déclassée en RD 973. La section entre Avignon et Caumont-sur-Durance a été renommée en RD 900 en 2006.
Dans les Bouches-du-Rhône, il a existé une RN 573, reliant les RN 453 et 568 à l'est d'Arles : ce fut un ancien tracé de la RN 568. Elle est devenue la RD 573.

## Tracé
- Avignon D 900
- Caumont-sur-Durance D 973
- Cavaillon
- Cheval-Blanc
- Mérindol
- Lauris
- Cadenet
- Villelaure
- Pertuis
- La Bastidonne
- Mirabeau

## Modifications
Sur la D973 de nombreuses modifications de tracé ont été faites avec les déviations de Lauris, Cadenet, Villelaure et Pertuis partiellement.
Dans les parties traversant les villes de nombreuses modifications appelées entrée de ville ont été réalisées comme à Cheval-Blanc ou à Pertuis.